# Vielle-Saint-Girons
Pour les articles homonymes, voir Saint-Girons.
Vielle-Saint-Girons (prononcé [vjɛl sɛ̃ ʒiʁɔ̃] ; en gascon Viela-Sent Gironç) est une commune du Sud-Ouest de la France, située dans le département des Landes (région Nouvelle-Aquitaine). En outre, elle appartient à la communauté de communes Côte Landes Nature.
Station balnéaire française, la commune est bordée à l'ouest par l'océan Atlantique sur 17 km de long et possède 5 plages. La commune bénéficie du label Station Verte.

## Géographie

### Localisation
| - OpenStreetMap Limite communale. |

Situé dans le Marensin, Vielle-Saint-Girons est une commune située dans la forêt des Landes entre l'océan Atlantique et l'étang de Léon, avec ses plages sur la Côte d'Argent (Saint-Girons-plage, la Lette blanche, la station naturiste Lette d'Arnaoutchot, etc.) et sa plage sur l'étang de Léon.
La commune est implantée à environ 65 km à vol d'oiseau de la préfecture du département, Mont-de-Marsan.

### Communes limitrophes
Les communes limitrophes sont  Linxe, Lit-et-Mixe, Léon, Moliets-et-Maa et Saint-Michel-Escalus.
|                  | Lit-et-Mixe         |                            |
| Océan Atlantique | Vielle-Saint-Girons | Linxe                      |
|                  | Moliets-et-Maa      | Saint-Michel-Escalus, Léon |

### Hameaux et lieux-dits
La commune est étendue principalement sur trois bourgs : Vielle, avec le lac ; Saint-Girons-en-Marensin, centre administratif de la commune ainsi que Saint-Girons-Plage, pour les activités estivales.

### Géologie, relief et hydrographie
Les Landes, d'une manière générale, se démarquent géologiquement en raison de leur substrat sableux de l'âge quaternaire présent dans tous les sols du département.
L'ensemble d'étangs et de lacs près de l'océan serait le résultat de la transgression marine de l'Holocène.
Généralement, le sol près des lacs landais sont composés du sable des Landes, puis d'un complexe intermédiaire important composé de sables, graviers et d'argiles fluviatiles de l'âge Plio-pléistocène, suivi de pléistocène continental et lignite puis marin à l'approche de l'océan et enfin de substraf miocène.
L'altitude de la commune varie entre le niveau de l'océan, soit 0 m et 76 m dans les terres. Globalement, le territoire est une étendue plate, très légèrement inclinée vers l'ouest, à l'approche de l'océan.
Vielle-Saint-Girons possède environ 8 km de cours d'eau sur son territoire communal avec notamment le ruisseau du Moulin de Loupsat, le ruisseau de la Palue et le ruisseau de Binaou. Par ailleurs, une zone humide est recensée : la zone humide Courant d'Huchet.

### Climat
Pour des articles plus généraux, voir Climat de la Nouvelle-Aquitaine et Climat des Landes.
Historiquement, la commune est exposée à un climat océanique aquitain.  
En 2020, Météo-France publie une typologie des climats de la France métropolitaine dans laquelle la commune est exposée à un climat océanique et est dans la région climatique  Littoral charentais et aquitain, caractérisée par une pluviométrie élevée en automne et en hiver, un bon ensoleillement, des hiver doux (6,5 °C), soumis à la brise de mer.
Pour la période 1971-2000, la température annuelle moyenne est de 13,4 °C, avec une amplitude thermique annuelle de 13 °C. Le cumul annuel moyen de précipitations est de 1 195 mm, avec 13,1 jours de précipitations en janvier et 7,7 jours en juillet. Pour la période 1991-2020, la température moyenne annuelle observée sur la station météorologique la plus proche, située sur la commune de Rion-des-Landes à 30 km à vol d'oiseau, est de 13,7 °C et le cumul annuel moyen de précipitations est de 1 182,9 mm,. Pour l'avenir, les paramètres climatiques de la commune estimés pour 2050 selon différents scénarios d’émission de gaz à effet de serre sont consultables sur un site dédié publié par Météo-France en novembre 2022.

## Urbanisme

### Typologie
Au 1er janvier 2024, Vielle-Saint-Girons est catégorisée commune rurale à habitat dispersé, selon la nouvelle grille communale de densité à sept niveaux définie par l'Insee en 2022.
Elle est située hors unité urbaine et hors attraction des villes,.
La commune, bordée par l'océan Atlantique, est également une commune littorale au sens de la loi du 3 janvier 1986, dite loi littoral. Des dispositions spécifiques d’urbanisme s’y appliquent dès lors afin de préserver les espaces naturels, les sites, les paysages et l’équilibre écologique du littoral, tel le principe d'inconstructibilité, en dehors des espaces urbanisés, sur la bande littorale des 100 mètres, ou plus si le plan local d’urbanisme le prévoit.

### Occupation des sols

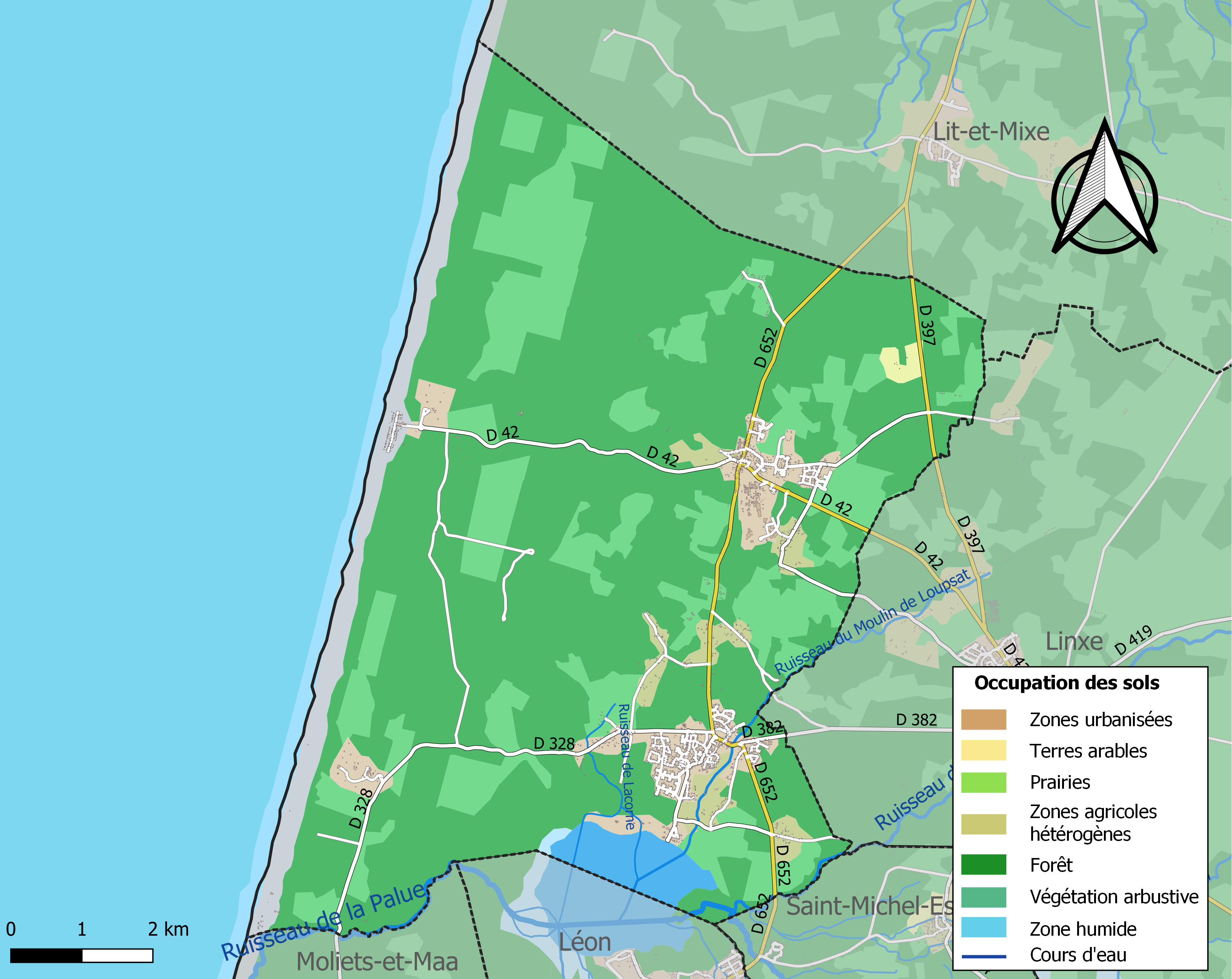
Carte des infrastructures et de l'occupation des sols de la commune en 2018 (CLC).

L'occupation des sols de la commune, telle qu'elle ressort de la base de données européenne d’occupation biophysique des sols Corine Land Cover (CLC), est marquée par l'importance des forêts et milieux semi-naturels (89,8 % en 2018), en diminution par rapport à 1990 (90,8 %). La répartition détaillée en 2018 est la suivante : forêts (64,7 %), milieux à végétation arbustive et/ou herbacée (20,7 %), espaces ouverts, sans ou avec peu de végétation (4,4 %), zones urbanisées (3,6 %), zones agricoles hétérogènes (2,6 %), eaux continentales (1,9 %), espaces verts artificialisés, non agricoles (1 %), zones industrielles ou commerciales et réseaux de communication (0,6 %), terres arables (0,3 %), zones humides intérieures (0,1 %), zones humides côtières (0,1 %). L'évolution de l’occupation des sols de la commune et de ses infrastructures peut être observée sur les différentes représentations cartographiques du territoire : la carte de Cassini (XVIIIe siècle), la carte d'état-major (1820-1866) et les cartes ou photos aériennes de l'IGN pour la période actuelle (1950 à aujourd'hui).

### Voies de communication et transports

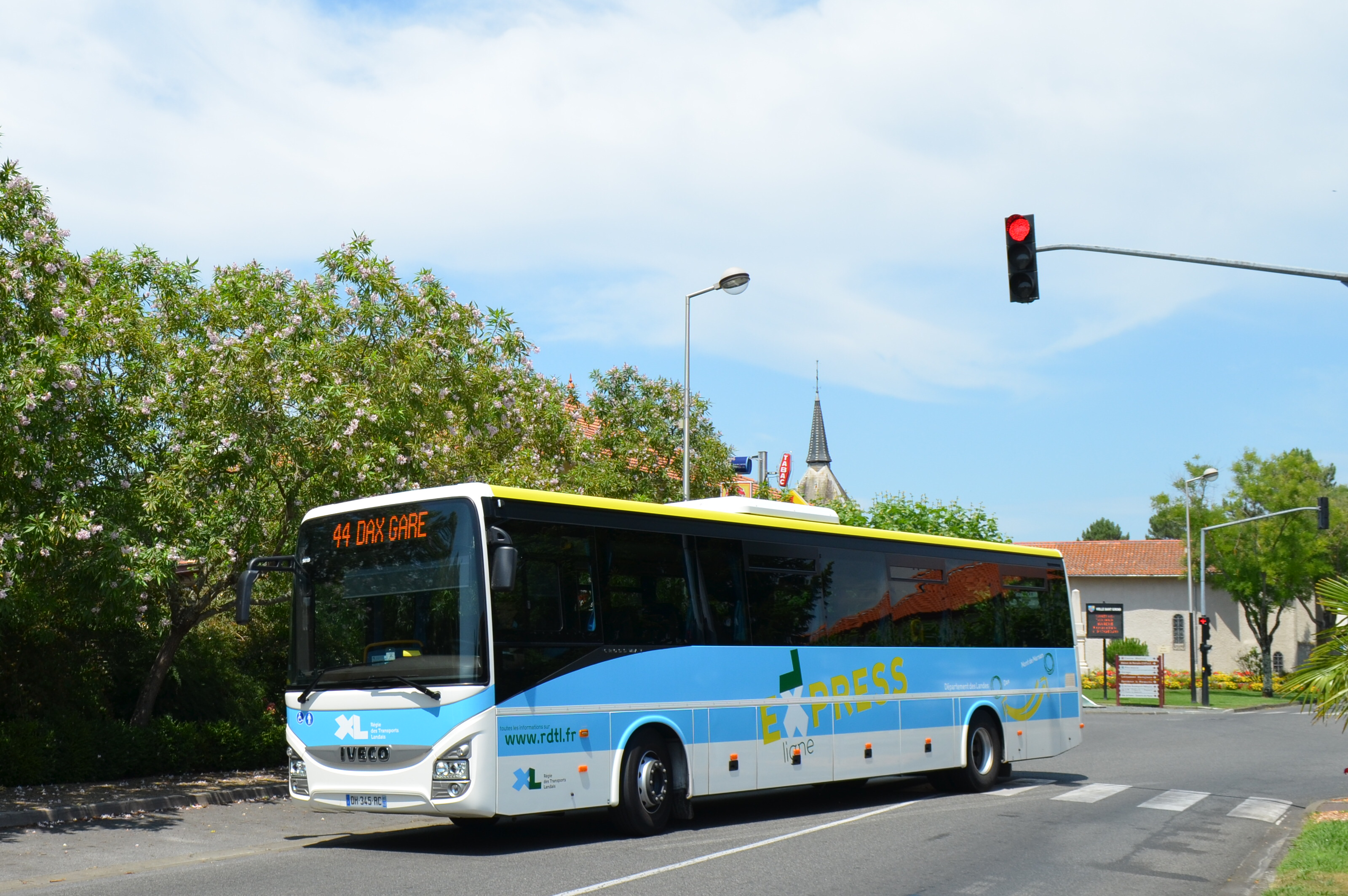
Une ligne de bus départementale.

La commune n'est traversée que par de petits axes départementaux visant à relier les petites communes du Marensin entre elles. Néanmoins, on notera la présence de l'autoroute A63 avec un échangeur à Castets, à une quinzaine de kilomètres à l'est de Vielle.
Aucune gare SNCF ne dessert Vieille-Saint-Girons, ni les communes alentour proches.
Pendant la période estivale un réseau de navette dessert la communauté de communes Côte Landes Nature reliant les bourgs aux plages.

### Risques majeurs
Le territoire de la commune de Vielle-Saint-Girons est vulnérable à différents aléas naturels : météorologiques (tempête, orage, neige, grand froid, canicule ou sécheresse), inondations, feux de forêts, mouvements de terrains et séisme (sismicité très faible). Un site publié par le BRGM permet d'évaluer simplement et rapidement les risques d'un bien localisé soit par son adresse soit par le numéro de sa parcelle.

#### Risques naturels
Certaines parties du territoire communal sont susceptibles d’être affectées par le risque d’inondation par débordement de cours d'eau, notamment le ruisseau de la Palue et le ruisseau de Binaou. La commune a été reconnue en état de catastrophe naturelle au titre des dommages causés par les inondations et coulées de boue survenues en 1999, 2009 et 2018,.
Vielle-Saint-Girons est exposée au risque de feu de forêt. Depuis le 20 avril 2016, les départements de la Gironde, des Landes et de Lot-et-Garonne disposent d’un règlement interdépartemental de protection de la forêt contre les incendies. Ce règlement vise à mieux prévenir les incendies de forêt, à faciliter les interventions des services et à limiter les conséquences, que ce soit par le débroussaillement, la limitation de l’apport du feu ou la réglementation des activités en forêt. Il définit en particulier cinq niveaux de vigilance croissants auxquels sont associés différentes mesures,.
Les mouvements de terrains susceptibles de se produire sur la commune sont des tassements différentiels.

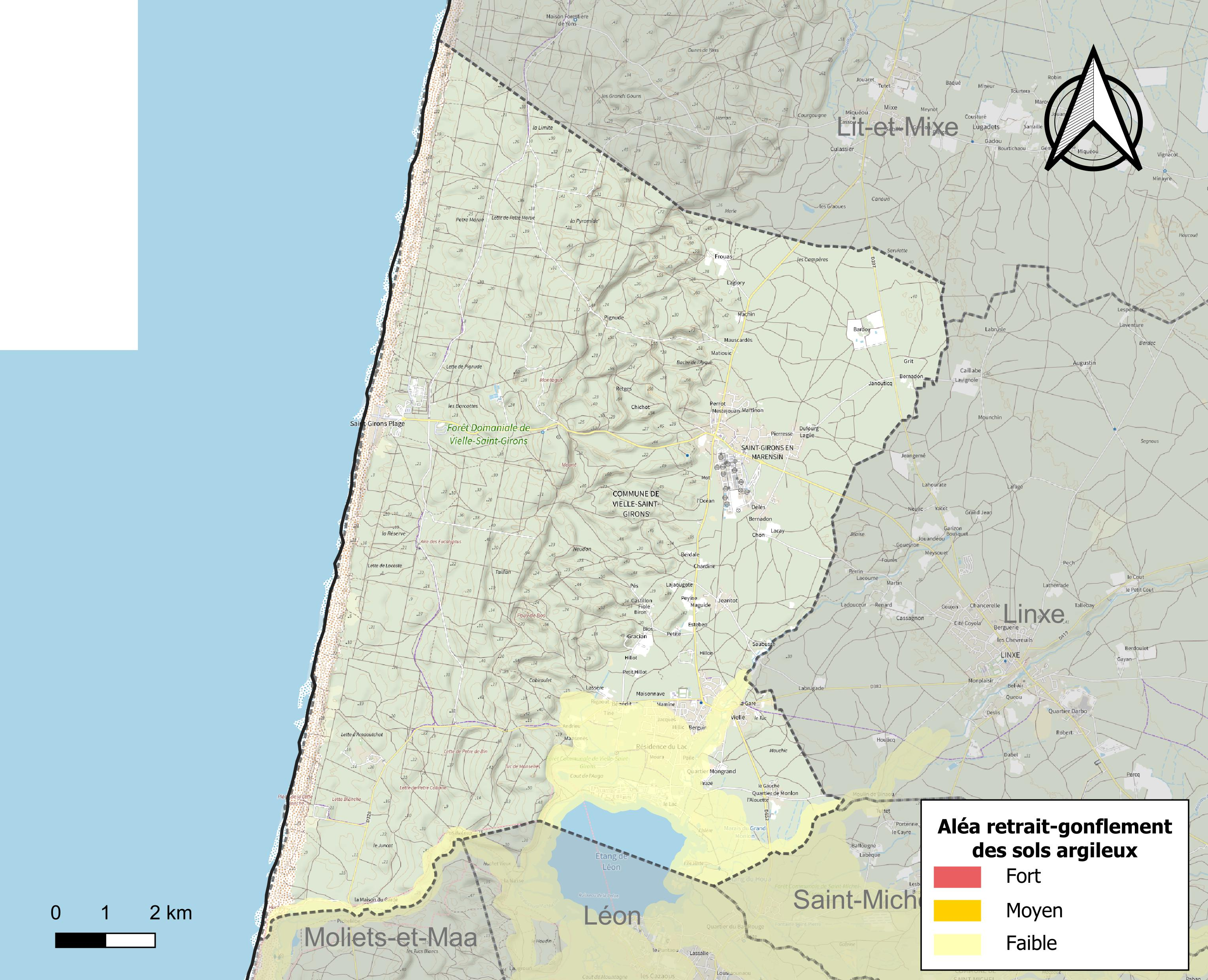
Carte des zones d'aléa retrait-gonflement des sols argileux de Vielle-Saint-Girons.

Le retrait-gonflement des sols argileux est susceptible d'engendrer des dommages importants aux bâtiments en cas d’alternance de périodes de sécheresse et de pluie. Aucune partie du territoire de la commune n'est en aléa moyen ou fort (19,2 % au niveau départemental et 48,5 % au niveau national). Sur les 1 099 bâtiments dénombrés sur la commune en 2019,  aucun n'est en aléa moyen ou fort, à comparer aux 17 % au niveau départemental et 54 % au niveau national. Une cartographie de l'exposition du territoire national au retrait gonflement des sols argileux est disponible sur le site du BRGM,.
Concernant les mouvements de terrains, la commune a été reconnue en état de catastrophe naturelle au titre des dommages causés par des mouvements de terrain en 1999.

#### Risques technologiques
La commune est exposée au risque industriel du fait de la présence sur son territoire d'une entreprise soumise à la directive européenne SEVESO, classée seuil haut : l'usine DRT Vielle-Saint-Girons (notamment pour le stockage de produits inflammables, de soude ou potasse caustique, de détergents et savons).

## Toponymie
- Le nom « Vielle » est d'origine gallo-romaine et signifie « domaine rural »[34].
- « Saint-Girons » fait référence à un évêque martyrisé à Hagetmau au IVe siècle[34].

La commune a été formée entre 1790 et 1794 par la fusion des communes éphémères de Vielle et Saint-Girons.

## Histoire
On a retrouvé sur le territoire communal des flèches et des éclats de silex permettant de démontrer l’existence d'espèces humaines dès la Préhistoire. Par ailleurs, les dunes anciennes avec leurs forêts permettent de supposer que celles-ci se sont formées il y a au moins 5 000 ans.

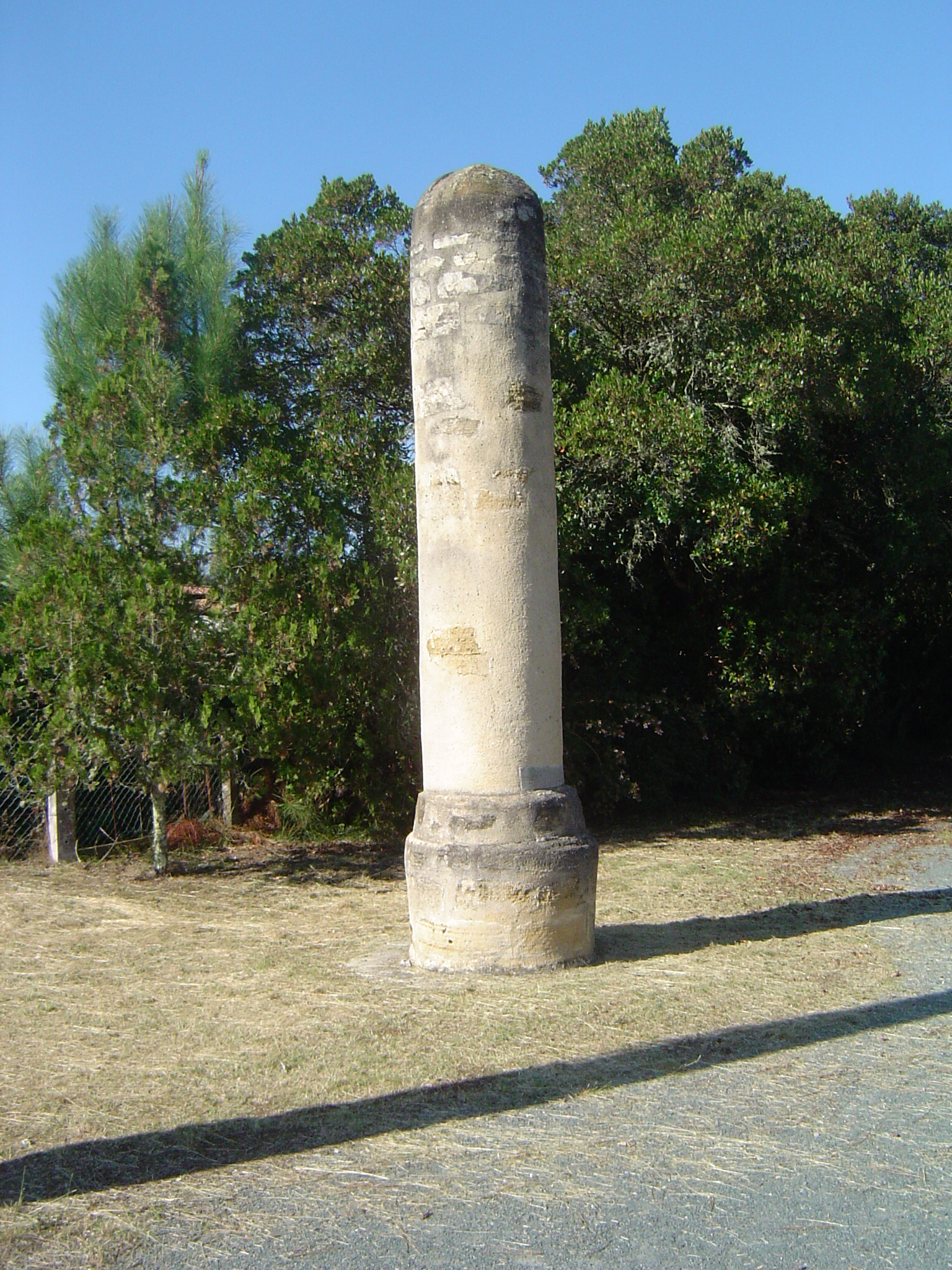
Une borne de la sauveté de Saint-Girons.

D'autre part, les principaux documents historiques remontent au XIe siècle et XIIe siècle. Ainsi, on sait qu'à cette époque, la sauveté de Saint-Girons fut édifiée. On précisera que les sauvetés du Sud-Ouest de la France ont probablement favorisé le développement de terres encore vierges et également développé les étapes sur les chemins de Saint-Jacques-de-Compostelle,.
Au XIVe siècle, un phénomène naturel concerna tout le Marensin, dont la commune de Vielle. En effet, les sables, poussés par des vents d'ouest, ont envahi toutes les zones habitées et ont bouché les cours d'eau. En conséquence, le lac de Léon tripla de taille par rapport à celle du XXIe siècle et les églises de la commune et d'Escalus furent déplacées.
Pendant le XIXe siècle, l'ensemble des dunes de sable intérieures ont été semées de pins. Ces forêts de pins étaient de véritables moteurs économiques (et le restent même encore aujourd'hui mais d'une manière plus minoritaire). En effet, l’exploitation de ces arbres amenait à la création de résine, de goudron, de charbon et de bois de sciage.
Néanmoins, au début du XXe siècle, une forte mobilisation de syndicats de gemmeurs, qui déclenchent des grèves en 1906 et surtout au printemps 1907, perturbe la vie économique du village et de l'ensemble du Marensin. Ainsi, Vielle s'associe à ce mouvement qui dura pendant 134 jours.
Dans le département, durant la Seconde Guerre mondiale, des groupes de résistance à l'occupation émergent, comme ailleurs en France. Pour les Landes, en général, cette formation de réseaux de résistance fut compliquée par le littoral à cause de la présence des Allemands et d'autre part, par le découpage territorial. Ainsi, on sait qu'un réseau se consolida fortement : le « Léon des Landes »,. Celui-ci fut soutenu par les Anglais et structuré principalement par des résistants gaullistes ou socialistes. Vielle et son département sont libérés le 24 août 1944 à la suite de la pression de groupes de résistants et au débarquement allié en Normandie,.

## Politique et administration

### Liste des maires
| Période                                  | Période   | Identité          | Étiquette | Qualité          |
| ---------------------------------------- | --------- | ----------------- | --------- | ---------------- |
|                                          |           | Jean Barbe        | PS        |                  |
| avant 1995                               | ?         | Yvonne Meister    | PS        |                  |
| mars 2001                                | 2008      | Robert Camguilhem | DVD       |                  |
| mars 2008                                | août 2018 | Bernard Trambouze | DVG       | Retraité steward |
| septembre 2018                           | En cours  | Karine Dasquet    | DVG       | Retraité steward |
| Les données manquantes sont à compléter. |           |                   |           |                  |

### Jumelages
Vielle-Saint-Girons n'est pas jumelée avec une autre commune.

## Population et société

### Démographie
| 1793 | 1800 | 1806 | 1821 | 1831 | 1836 | 1841 | 1846 | 1851 |
| ---- | ---- | ---- | ---- | ---- | ---- | ---- | ---- | ---- |
| 427  | 251  | 131  | 595  | 564  | 614  | 608  | 632  | 642  |

| 1856 | 1861 | 1866 | 1872 | 1876 | 1881 | 1886 | 1891 | 1896 |
| ---- | ---- | ---- | ---- | ---- | ---- | ---- | ---- | ---- |
| 718  | 742  | 814  | 819  | 829  | 810  | 806  | 763  | 750  |

| 1901 | 1906 | 1911 | 1921 | 1926 | 1931 | 1936 | 1946 | 1954 |
| ---- | ---- | ---- | ---- | ---- | ---- | ---- | ---- | ---- |
| 751  | 711  | 743  | 725  | 710  | 744  | 722  | 734  | 737  |

| 1962 | 1968 | 1975 | 1982 | 1990 | 1999  | 2004  | 2006  | 2009  |
| ---- | ---- | ---- | ---- | ---- | ----- | ----- | ----- | ----- |
| 801  | 864  | 863  | 824  | 859  | 1 026 | 1 076 | 1 094 | 1 160 |

| 2014  | 2019  | 2022  | - | - | - | - | - | - |
| ----- | ----- | ----- | - | - | - | - | - | - |
| 1 225 | 1 420 | 1 451 | - | - | - | - | - | - |

### Enseignement
La commune dispose d'une école publique primaire et élémentaire qui accueille 96 élèves tout au long de l'année scolaire. Une cantine est mise à disposition des écoliers. Le collège le plus proche se situe à Linxe, commune voisine, à quelques kilomètres du bourg de Vielle. Il s'agit du collège public Lucie Aubrac qui accueille environ 400 élèves depuis septembre 2004. Pour le lycée public le plus proche, on retrouve celui situé à une quarantaine de kilomètres, à Morcenx : le lycée professionnel Jean-Garnier.
Vielle-Saint-Girons relève de l'académie de Bordeaux et par conséquent, de la zone scolaire « A ».

### Santé
Vielle dispose de plusieurs infirmières, de kinésithérapeutes, d'un ostéopathe, de deux médecins et d'un podologue. En 2012, la municipalité a décidé de construire une maison de santé regroupant les différents services : le « Centre de santé Jean-Louis-Labadan ».
La commune possède également une pharmacie. Un centre communal d’action sociale (CCAS) a été mis en place, ainsi qu'un établissement d'hébergement pour personnes âgées dépendantes (EHPAD).
Le centre hospitalier le plus proche est situé à Dax.

## Économie

### Revenus
En 2012, le revenu moyen disponible était d'environ 21 015 €, tandis qu'il s'élevait à 19 594 € pour l'ensemble du département des Landes. Par ailleurs, le nombre de ménages fiscaux s'élevait à 585.

### Emploi
Le taux de chômage de la population, en 2012, était de 12,8 %. En 2012, 188 actifs travaillaient dans la commune contre 242 hors du territoire communal.

### Établissements
| Établissements                                                                 | Vielle |
| Nombre d'établissements actifs au 31 décembre 2011                             | 186    |
| Part de l'agriculture, en %                                                    | 7,5    |
| Part de l'industrie, en %                                                      | 6,5    |
| Part de la construction, en %                                                  | 8,1    |
| Part du commerce, transports et services divers, en %                          | 65,1   |
| dont commerce et réparation automobile, en %                                   | 16,7   |
| Part de l'administration publique, enseignement, santé et action sociale, en % | 12,9   |
| Part des établissements de 1 à 9 salariés, en %                                | 11,3   |
| Part des établissements de 10 salariés ou plus, en %                           | 3,2    |

#### Site de DRT
L'entreprise française DRT (les Dérivés Résiniques et Terpéniques) a implanté une de ses usines sur la commune ; son siège étant à Dax. En 2014, le groupe spécialiste de la résine du pin, possède un chiffre d'affaires s'élevant à 247 337 000 €.

## Culture et patrimoine

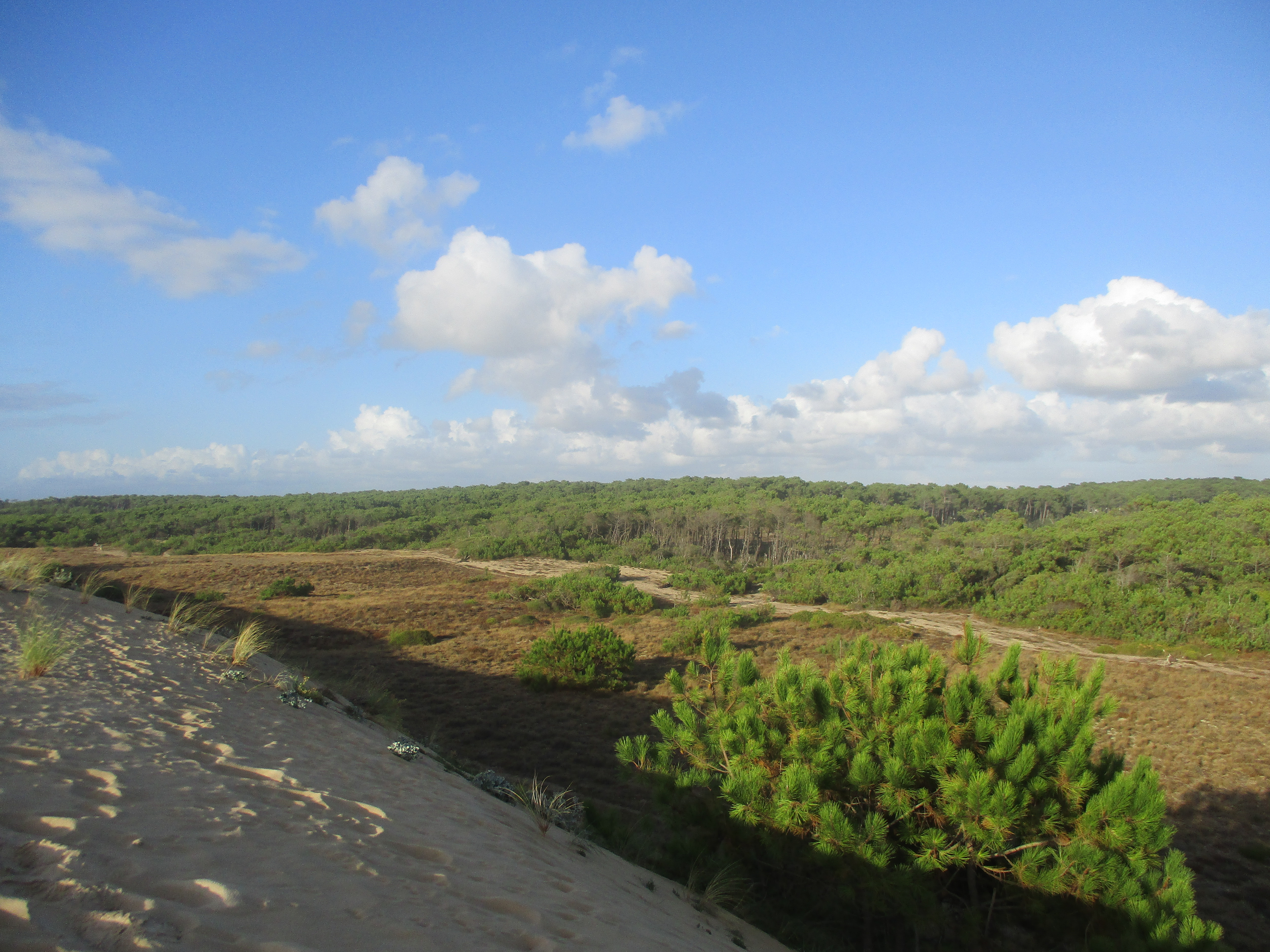
Près de la plage de la Lette Blanche.

### Patrimoine naturel
Vielle-Saint-Girons fait partie de cinq zones naturelles d'intérêt écologique, faunistique et floristique (ZNIEFF) : 
- « Le courant d'Huchet et les milieux dunaires associés » (type I) sur une surface partagée avec deux autres communes de 160 hectares ;
- « Zones humides de la rive Est de l'étang de Léon et du ruisseau de la Palue » (type I) sur une surface partagée avec deux autres communes de 532 hectares ;
- « Zones humides des rives Ouest et Sud de l'étang de Léon » (type I) sur une surface partagée avec une autre commune de 259 hectares ;
- « Étang de Léon et courant d'Huchet » (type II) sur une surface de 1 820 hectares partagée avec plusieurs autres communes ;
- « Dunes littorales du Banc de Pineau à l'Adour » (type II) sur toute la partie littorale du département pour une surface de 5 101 hectares.

### Lieux et monuments
- Église Saint-Eutrope de Vielle.

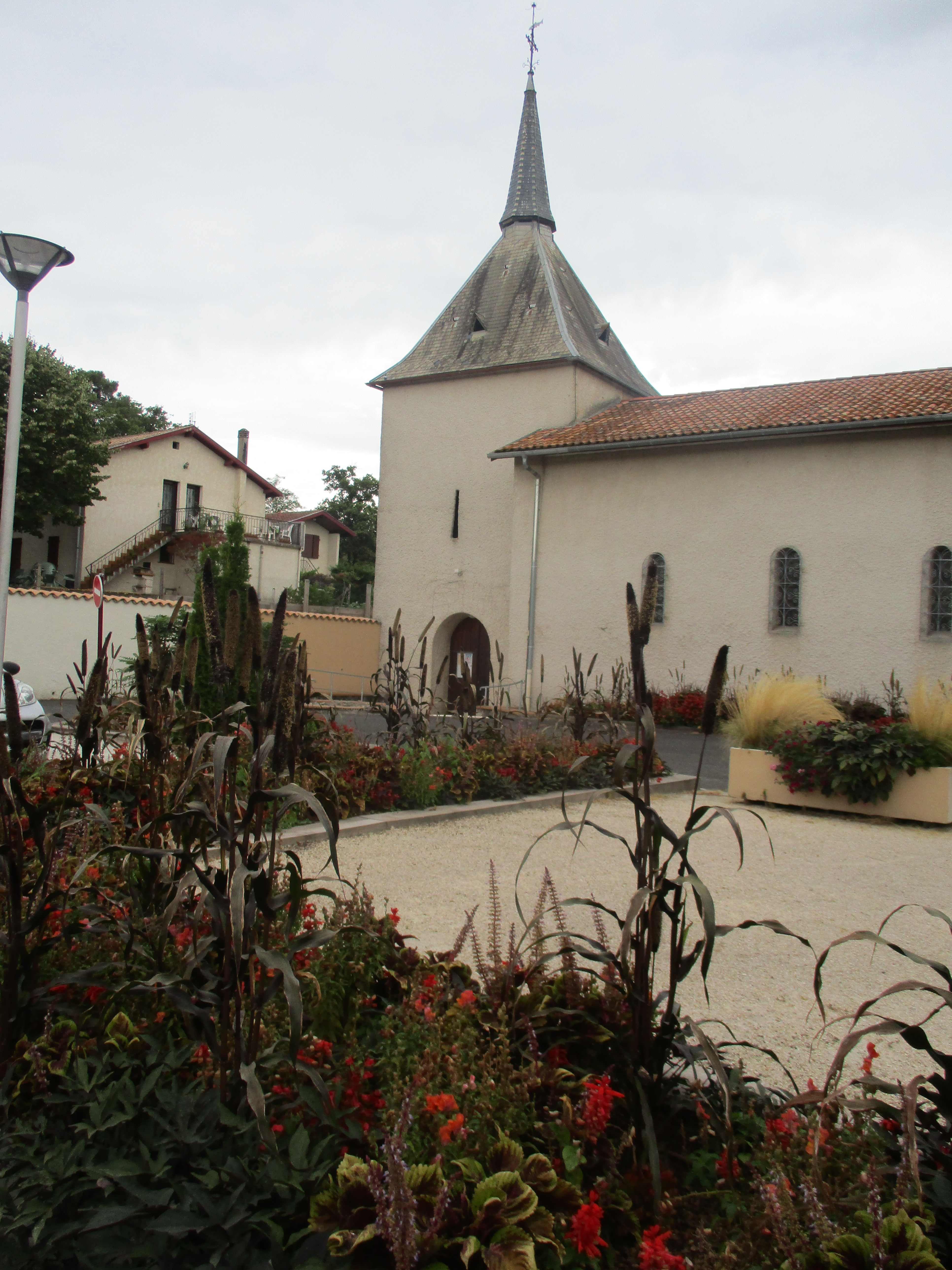
Église Notre-Dame de Saint-Girons.

- Église Notre-Dame de Saint-Girons. Ces deux églises dépendent de la paroisse catholique Saint-Paul du Marensin[63]
- Maison Boulart.
- Le courant d'Huchet commence sa route vers l'Océan à proximité du bourg de Vielle.
- Amer d'Huchet.

### Héraldique
| Blason | Blasonnement : Écartelé : au premier d'azur à la barque contournée au naturel portant trois personnages de sable, habillée de deux voiles, celle de senestre gonflée d'or doublée d'un burelé de sinople et d'argent, celle de dextre triangulaire d'argent tranchée en pointe de gueules à une cotice d'argent, ladite barque adextrée en chef de trois oiseaux en chevron renversé d'argent et voguant sur un étang de pourpre mouvant de la pointe, au deuxième gironné de gueules et d'azur de vingt-quatre pièces au besant d'or brochant sur le tout, au troisième de pourpre au besant d'or en chef soutenu d'une branche d'argent posée en bande abaissée à dextre et mouvant des flancs, sur laquelle est assis un écureuil au naturel tenant une pomme de pin de gueules, brochant sur le besant, au quatrième d'azur à la forêt de pins mouvant d'un sous-bois de gueules sur une champagne de pourpre |